# Импульсная переходная функция
Импульсная переходная функция (весовая функция, импульсная характеристика) — выходной сигнал динамической системы как реакция на входной сигнал в виде дельта-функции Дирака. В цифровых системах входной сигнал представляет собой простой импульс минимальной ширины (равной периоду дискретизации для дискретных систем) и максимальной амплитуды. В применении к фильтрации сигнала называется также ядром фильтра. Находит широкое применение в теории управления, обработке сигналов и изображений, теории связи и других областях инженерного дела.

## Определение
Импульсной характеристикой системы называется её реакция на единичный импульс при нулевых начальных условиях.

## Свойства
Выходной сигнал линейной системы может быть получен как свертка его входного сигнала {\displaystyle x(t)} и импульсной характеристики системы {\displaystyle h(t)}:
{\displaystyle y(t)=\int \limits _{-\infty }^{+\infty }h(\tau )x(t-\tau )d\tau },
либо, в случае цифровой системы
{\displaystyle y[n]=\sum \limits _{k=0}^{n}h[k]x[n-k],n=0,1,2,...}.
Для того чтобы система была физически реализуема в реальном времени, её импульсная переходная функция должна удовлетворять условию: {\displaystyle h(t)=0} при {\displaystyle t<0.} В противном случае система нереализуема, поскольку отклик на выходе системы не может появиться раньше, чем поступающее на вход системы воздействие, вызывающее отклик (см. статью физически реализуемая система).

## Применение

### Восстановление частотной характеристики
Важным свойством импульсной характеристики является тот факт, что на её основе может быть получена комплексная частотная характеристика, определяемая как отношение комплексного спектра сигнала на выходе системы к комплексному спектру входного сигнала.
Комплексная частотная характеристика (КЧХ) является аналитическим выражением комплексной функции. КЧХ строится на комплексной плоскости и представляет собой кривую траектории конца вектора в рабочем диапазоне изменения частот, называемую годографом КЧХ. Для построения КЧХ обычно требуется 5-8 точек в рабочем диапазоне частот: от минимально реализуемой частоты до частоты среза (частоты окончания эксперимента). КЧХ, так же, как и временная характеристика будет давать полную информацию о свойствах линейных динамических систем.
Частотная характеристика фильтра определяется как преобразование Фурье (дискретное преобразование Фурье в случае цифрового сигнала) от импульсной характеристики.
{\displaystyle H(j\omega )=\int \limits _{-\infty }^{+\infty }h(\tau )e^{-j\omega \tau }\,d\tau }

### Цифровая фильтрация
Импульсная переходная функция системы рассматривается только для дискретных сигналов, если же сигналы непрерывные, то фиксируются их значения только для дискретных моментов времени, кратных периоду прерывания сигнала в системе.
Фильтр с характеристикой типа «приподнятый косинус» (ФПК) — особый электронный фильтр, часто встречающийся в телекоммуникационных системах благодаря возможности минимизировать межсимвольные искажения.
Импульсный отклик такого фильтра описывается следующей формулой:
{\displaystyle h(t)=\mathrm {sinc} \left({\frac {t}{T}}\right){\frac {\cos \left({\frac {\pi \beta t}{T}}\right)}{1-{\frac {4\beta ^{2}t^{2}}{T^{2}}}}}}, в выражении через функцию sinc.